# Уфа (футбольный клуб)
«Уфа́» (баш. Өфө) — российский футбольный клуб из одноимённого города. Основан 23 декабря 2010 года на базе ФК «Башинформсвязь-Динамо». В сезонах 2014/15—2021/22 выступал в Российской премьер-лиге. С сезона 2024/25 выступает в Первой лиге.

## История клуба

### Создание
Летом 2010 года Президент Башкортостана Рустэм Хамитов заявил о необходимости создания в Уфе команды уровня Премьер-лиги. Планировалось назвать команду «Сармат», но против этого выступил лично президент республики. В итоге выбор остановился на названии «Уфа».
23 декабря 2010 года на базе ФК «Башинформсвязь-Динамо» был создан ФК «Уфа». Команде была поставлена цель попасть в Первый дивизион. Для решения поставленных задач в Уфу на должность тренера был приглашён Андрей Канчельскис, первоначально также было объявлено, что должность тренера-консультанта займёт Анатолий Бышовец, но впоследствии он от официальной должности отказался.
Первый официальный матч обновлённый клуб сыграл в рамках Кубка России против клуба «Сызрань-2003». Победитель определился лишь в серии пенальти, где удачливее оказались представители Самарской области (3:4 по пен.). Дебют же в первенстве России состоялся 24 апреля 2011 года. На своём поле со счётом 3:1 была обыграна команда «Тюмень». Хет-трик на свой счёт записал Константин Ионов. В дальнейшем по ходу турнира уфимская команда резко сбавила в результативности, несколько матчей подряд не забивая голов в ворота соперников. Первенство 2011/2012 проводилось в три круга и кроме общей цели на сезон, на каждый круг тренерскому штабу ставилась локальная задача: 1 круг — минимум 3-место в турнирной таблице (заняли 4 место), 2 круг — 1 место (заняли 2 место), 3 круг — 1 место (заняли 2 место). Когда за 4 матча до окончания турнира стало ясно, что задача не будет выполнена, по соглашению сторон был расторгнут контракт с генеральным директором ФК «Уфа» Алексеем Ощепковым и главным тренером Андреем Канчельскисом. 20 мая в матче против Дзержинского «Химика» командой руководил Андрей Малай. 21 мая временно исполняющим обязанности генерального директора стал Шамиль Газизов, главным тренером — Игорь Колыванов. По итогам сезона клуб занял второе место, уступив нижнекамскому «Нефтехимику» место в ФНЛ.
В 2011 году футбольный клуб «Уфа» и «Горняк» Учалы договорились о сотрудничестве для совместного развития футбола в Башкортостане. 2 июля 2012 года на внеочередном заседании общего собрания ФНЛ футбольный клуб «Уфа» был принят в лигу вместо брянского «Динамо», у которого отозвали лицензию.

### ФНЛ

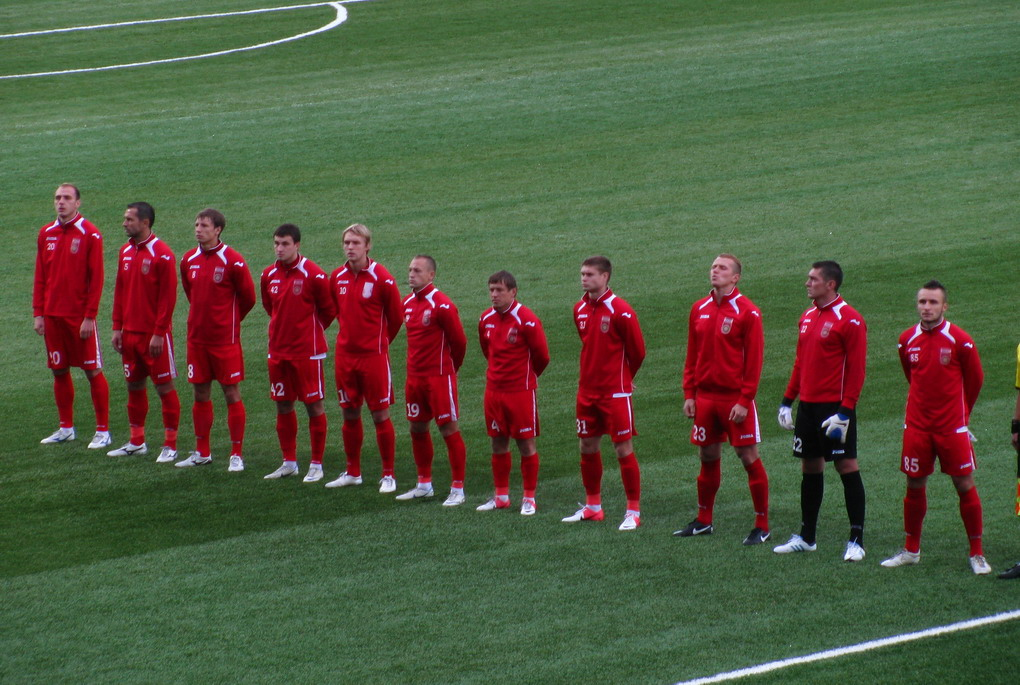
ФК «Уфа» в сезоне 2012/2013 (матч 1/32 Кубка России против ФК «Урал» 2 сентября 2012 г.)

Получив путёвку в ФНЛ, команда после первых туров занимала лидирующие позиции. Однако позже спустилась в турнирной таблице. В своём дебютном сезоне команда заняла 6 место, став лучшим новичком ФНЛ. В межсезонье команду покинули голкипер команды Евгений Кобозев, перешедший в «Терек», капитан команды Михаил Попов в «СКА-Энергию» и лучший бомбардир Михаил Маркосов.
По итогам сезона 2013/14 команда заняла 4 место и вышла в стыковые матчи с «Томью». Первый матч, состоявшийся 18 мая 2014 года, закончился со счётом 5:1, покер оформил Дмитрий Голубов, ещё один мяч на счету Виллиама. В ответной встрече 22 мая 2014 года в Томске «Томь» победила 3:1, что позволило «Уфе» впервые в своей истории подняться в премьер-лигу.
В мае 2014 года итальянская певица Мария Луиса Пенсабене написала англоязычный гимн клубу «Уфа».

### Чемпионат России
По итогам первого сезона в премьер-лиге «Уфа» заняла 12 место, что позволило команде сохранить место в элитном дивизионе.
В следующем сезоне Игорь Колыванов попытался перестроить игру команды с обороны на атаку, но осенью 2015 года был отправлен в отставку. 21 октября 2015 года его место занял Евгений Перевертайло. Поначалу смена тренера помогла команде, но из-за потери основного вратаря в зимнее трансферное окно и из-за проигрыша двух ключевых весенних матчей команда опустилась на 15 место. 18 мая 2016 года перед последним туром Перевертайло ушёл в отставку, объясняя это тем, что смена тренера должна помочь команде. Исполняющим обязанности главного тренера был назначен Сергей Томаров, начинавший сезон главным тренером молодёжной команды «Уфы», после чего был помощником Перевертайло. В последнем туре «Уфа» обыграла «Спартак» со счётом 3:1. Эта победа позволила избежать стыковых матчей.
6 июня 2016 года главным тренером был назначен Виктор Ганчаренко. Клуб под его руководством показывал хорошую игру, игра строилась от обороны. В 8 туре команда смогла нанести первое поражение в сезоне будущему чемпиону страны «Спартаку». В этом матче очень хорошо отыграл голкипер «Уфы» Андрей Лунёв. После 17 туров клуб покинул Ганчаренко, который ушёл тренировать ЦСКА. «Уфа» на этот момент занимала 8 место в турнирной таблице с 25-ю очками, это был рекорд для «Уфы» в Российской премьер-лиге после первой половины сезона. В зимнее трансферное окно также покинул клуб голкипер Лунёв, он ушёл в «Зенит». 30 декабря 2016 года место главного тренера занял Сергей Семак. Соглашение было рассчитано на полтора года. Под его руководством клуб вышел в полуфинал Кубка России 2016/2017, обыграв «Анжи», но в полуфинале проиграл будущему победителю кубка столичному «Локомотиву». По итогам сезона 2016/2017 «Уфа» заняла 7 место.
Сезон 2017/2018 команда завершила сезон на 6-м месте, что стало лучшим результатом в истории команды и позволило ей впервые в истории квалифицироваться в Лигу Европы. 29 мая 2018 года «Уфа» объявила о досрочном расторжении контракта с Семаком по обоюдному согласию сторон. Главным тренером был назначен Сергей Томаров. Под его руководством «Уфа» дебютировала в Лиге Европы, дойдя до раунда плей-офф. 7 ноября 2018 Сергей Томаров подал в отставку.
10 декабря 2018 года клуб возглавил Дмитрий Кириченко, 27 марта 2019 года достигнуто обоюдное соглашение о расторжении контракта.
27 марта 2019 года клуб официально объявил о назначении Вадима Евсеева на пост главного тренера футбольного клуба «Уфа». Трудовое соглашение с 43-летним специалистом было рассчитано на 2 года. В первом матче под руководством нового главного тренера «Уфа» сыграла в гостях с ЦСКА вничью (2:2). 11 октября 2020 года главным тренером был назначен Рашид Рахимов, который уже 3 апреля 2021 года подал в отставку после поражения от «Динамо» (0:4). Один матч в качестве исполняющего обязанности главного тренера провёл Николай Сафрониди (поражение в 1/4 финала Кубка России от «Ахмата» 0:1), после чего был подписан контракт с Алексеем Стукаловым.
В апреле 2022 года клуб поддержал проведение футбольного турнира среди участников вторжения России на Украину. В последнем туре чемпионата в драматичном гостевом матче, по итогам которого одна из команд покидала премьер-лигу, «Уфа» обыграла «Рубин» 2:1 — на 90-й минуте Дилан Ортис вывел «Уфу» вперёд, а на 90+13-й минуте Виталий Лисакович не забил пенальти, который бы позволил «Рубину» остаться в РПЛ. В стыковых матчах «Уфа» уступила «Оренбургу»: в первом матче «Оренбург» дома добыл ничью, проигрывая 0:2, а в ответной игре Андрей Малых забил победный гол на 90+4-й минуте, сделав счёт 2:1. Через два дня был по согласию сторон был расторгнут контракт со Стукаловым.
29 мая 2022 года «Матч ТВ» сообщил, что «Уфа» может потерять профессиональный статус из-за ухода спонсора и финансовых трудностей.

## Статистика выступлений

### В чемпионате и Кубке России
| Год     | Лига                                       | Место          | И  | В  | Н  | П  | Голы  | О  | Кубок                             | Примечания                                          |
| ------- | ------------------------------------------ | -------------- | -- | -- | -- | -- | ----- | -- | --------------------------------- | --------------------------------------------------- |
| 2011/12 | Второй дивизион, «Урал-Поволжье»           | 2 из 14        | 39 | 25 | 11 | 3  | 54—19 | 86 | 1/256                             | ▲ Переход в ФНЛ (заменил «Динамо» Брянск)           |
| 2012/13 | ФНЛ                                        | 6 из 17        | 32 | 13 | 9  | 10 | 31—30 | 48 | 1/32                              |                                                     |
| 2013/14 | ФНЛ                                        | 4 из 19        | 36 | 17 | 10 | 9  | 46—35 | 61 | 1/32                              | ▲ Переход в РФПЛ по итогам стыковых матчей          |
| 2013/14 | Стыковые матчи                             | Стыковые матчи | 2  | 1  | 0  | 1  | 6—4   |    | 1/32                              | ▲ Переход в РФПЛ по итогам стыковых матчей          |
| 2014/15 | РФПЛ                                       | 12 из 16       | 30 | 7  | 10 | 13 | 26—39 | 31 | 1/8                               |                                                     |
| 2015/16 | РФПЛ                                       | 12 из 16       | 30 | 6  | 9  | 15 | 25—44 | 27 | 1/4                               |                                                     |
| 2016/17 | РФПЛ                                       | 7 из 16        | 30 | 12 | 7  | 11 | 22—25 | 43 | 1/2                               |                                                     |
| 2017/18 | РФПЛ                                       | 6 из 16        | 30 | 11 | 10 | 9  | 34—30 | 43 | 1/16                              |                                                     |
| 2018/19 | РПЛ                                        | 14 из 16       | 30 | 5  | 11 | 14 | 24—34 | 26 | 1/16                              |                                                     |
| 2018/19 | Стыковые матчи                             | Стыковые матчи | 2  | 1  | 0  | 1  | 2—1   |    | 1/16                              |                                                     |
| 2019/20 | РПЛ                                        | 9 из 16        | 30 | 8  | 14 | 8  | 22—24 | 38 | 1/8                               |                                                     |
| 2020/21 | РПЛ                                        | 13 из 16       | 30 | 6  | 7  | 17 | 26—46 | 25 | 1/4                               |                                                     |
| 2021/22 | РПЛ                                        | 14 из 16       | 30 | 6  | 12 | 12 | 29—40 | 29 | элитный групповой раунд           | ▼ Выбывание в Первую лигу по итогам стыковых матчей |
| 2021/22 | Стыковые матчи                             | Стыковые матчи | 2  | 0  | 1  | 1  | 3—4   |    | элитный групповой раунд           | ▼ Выбывание в Первую лигу по итогам стыковых матчей |
| 2022/23 | Первая лига                                | 16 из 18       | 34 | 8  | 8  | 18 | 35—46 | 32 | 1-й этап 1/4 финала пути регионов | ▼ Выбывание во Вторую лигу (дивизион «А»)           |
| 2023/24 | Вторая лига, дивизион «А», группа «золото» | 2 из 10        | 18 | 9  | 4  | 5  | 23—10 | 31 | 5-й раунд пути регионов           | 1-й этап                                            |
| 2023/24 | Вторая лига, дивизион «А», группа «золото» | 1 из 10        | 18 | 9  | 6  | 3  | 26—9  | 33 | 5-й раунд пути регионов           | ▲ 2-й этап (Повышение в Первую лигу)                |

В сезонах 2018/19 и 2019/20 в Первенстве ПФЛ (группа «Урал-Приволжье») играла также команда «Уфа-2».
Молодёжная команда участвовала в молодёжном первенстве России, дублирующий состав — в чемпионате Республики Башкортостан (в 2020 году не участвовал). В 2022 году в чемпионате Башкортостана играла команда «Уфа»-М, в 2023 — «Уфа»-2006.

### В еврокубках
ФК «Уфа» впервые получил право выступать во втором квалификационном раунде Лиги Европы 2018/19, заняв 6-е место в чемпионате России 2017/18 и пройдя в еврокубки благодаря расформированию «Тосно» — победителя Кубка России-2017/18. Дебютный матч прошёл на стадионе «Нефтяник» 26 июля 2018 года против словенского клуба «Домжале» и завершился со счётом 0:0. В ответном матче «Уфа», благодаря словенцу Йокичу, сравнявшему счёт за несколько минут до конца матча, сыграла 1:1 и вышла в третий квалификационный раунд, где соперником стал люксембургский «Прогрес» Нидеркорн.
В первом матче в Уфе была одержана победа 2:1. В гостевом матче была сыграна ничья 2:2. «Уфа» в раунде плей-офф вышла на шотландский «Рейнджерс» под руководством Стивена Джеррарда. На стадионе «Айброкс» «Уфа» потерпела своё первое поражение в еврокубках 0:1. Второй матч закончился ничьей 1:1, что не позволило «Уфе» пройти в следующий раунд турнира.

## Достижения

### Национальные
Кубок России
- 1/2 финала: 2016/17

ФНЛ / Первая лига
- 4-е место: 2013/14

Второй дивизион (зона «Урал-Поволжье») / Вторая лига (дивизион «А»)
- Победитель: 2023/24
- Серебряный призёр: 2011/12

## Рекорды
- Первый гол в Первом дивизионе: Александр Васильев («Торпедо» 16.07.2012)
- Первый гол в Премьер-лиге: Марсиньо («Амкару» 08.08.2014)
- Первый гол в Лиге Европы и в еврокубках: Боян Йокич («Домжале» 02.08.2018)
- Первый хет-трик: Константин Ионов («Тюмени» 24.04.2011)
- Первый покер: Дмитрий Голубов («Томи» 18.05.2014)
- Самая длинная победная серия: 8 матчей (с 16.08.2011 до 05.10.2011)
- Самая длинная победная серия в РПЛ: 3 матча (с 05.12.2016 до 11.03.2017)
- Самая длинная серия матчей на «ноль»: 11 матчей (с 30.04.2011 до 08.07.2011)
- Самая длинная серия матчей на «ноль» в РПЛ: 4 матча (с 05.12.2016 до 19.03.2017)
- Самая длинная беспроигрышная серия: 13 матчей (с 11.10.2011 до 09.07.2012)
- Самая длинная беспроигрышная серия в РПЛ: 8 матчей (с 14.05.2017 до 08.08.2017)
- Самая длинная беспроигрышная домашняя серия: 24 матча (с 17.10.2010 до 30.07.2012)
- Самая длинная беспроигрышная домашняя серия в РПЛ: 7 матчей (с 23.09.2017 до 10.03.2018)
- Самая длинная беспроигрышная гостевая серия: 6 матчей (с 17.10.2011 до 05.06.2012)
- Самая длинная беспроигрышная гостевая серия в РПЛ: 6 матчей (с 09.03.2020 до 14.08.2020)
- Самая длинная ничейная серия: 4 матча (с 22.10.2012 до 12.11.2012)
- Самая длинная ничейная серия в РПЛ: 4 матча (с 23.11.2015 до 06.03.2016)
- Самая длинная безвыигрышная серия: 10 матчей (с 13.08.2018 до 26.09.2018)
- Самая длинная безвыигрышная серия в РПЛ: 13 матчей (с 19.08.2020 до 23.11.2020)
- Самая длинная безвыигрышная домашняя серия: 12 матчей (с 01.07.2020 до 23.11.2020)
- Самая длинная безвыигрышная гостевая серия: 27 матчей (с 07.04.2018 до 25.09.2019)
- Самая длинная безвыигрышная гостевая серия в РПЛ: 25 матчей (с 07.04.2018 до 30.11.2019)
- Самая длинная проигрышная серия в РПЛ: 5 матчей (с 13.08.2018 до 15.09.2018)
- Самая крупная домашняя победа: 6:0 (над «Металлургом» 26.05.2024)[36]
- Самая крупная гостевая победа в РПЛ: 3:0 (над «Спартаком» 18.04.2021)
- Самая результативная домашняя ничья: 3:3 (с ЦСКА 26.10.2014)
- Самая результативная гостевая ничья: 2:2 (с «Торпедо» 08.12.2014)
- Самое крупное домашнее поражение в РПЛ: 0:3 (от «Локомотива» 23.08.2015), 1:4 (от «Ростова» 12.08.2017)
- Самое крупное гостевое поражение: 0:6 (от «Зенита» 26.09.2020)

| №  | Футболист         | Период               | Игры |
| -- | ----------------- | -------------------- | ---- |
| 1  | Павел Аликин      | 2011—2021            | 236  |
| 2  | Александр Сухов   | 2013—2023            | 214  |
| 3  | Азамат Засеев     | 2011—2019            | 196  |
| 4  | Вячеслав Кротов   | 2015—2022            | 167  |
| 5  | Александр Беленов | 2017—2022            | 165  |
| 6  | Боян Йокич        | 2017—2022            | 137  |
| 7  | Алексей Никитин   | 2015—2022            | 136  |
| 8  | Иван Пауревич     | 2014—2016, 2017—2019 | 133  |
| 9  | Артём Голубев     | 2019—2023            | 128  |
| 10 | Сильвестр Игбун   | 2015—2019            | 119  |

| №  | Футболист       | Период               | Голы |
| -- | --------------- | -------------------- | ---- |
| 1  | Сильвестр Игбун | 2015—2019            | 27   |
| 2  | Дмитрий Голубов | 2013—2015            | 22   |
| 3  | Гамид Агаларов  | 2020—2022            | 20   |
| 4  | Михаил Маркосов | 2011—2013            | 14   |
| 5  | Вячеслав Кротов | 2015—2022            | 14   |
| 6  | Иван Пауревич   | 2014—2016, 2017—2019 | 13   |
| 7  | Дмитрий Сысуев  | 2016—2021            | 11   |
| 8  | Дмитрий Стоцкий | 2015—2018            | 10   |
| 9  | Мигран Агеян    | 2023—н. в.           | 9    |
| 10 | Марсиньо        | 2014—2016            | 8    |

### Лучшие бомбардиры в сезоне
| Игрок           | Голы | Матчи | Чемпионат                             | Сезон     |
| --------------- | ---- | ----- | ------------------------------------- | --------- |
| Виталий Галыш   | 6    | 16    | Второй дивизион, зона «Урал-Поволжье» | 2011/2012 |
| Михаил Маркосов | 9    | 24    | ФНЛ                                   | 2012/2013 |
| Дмитрий Голубов | 19   | 33    | ФНЛ                                   | 2013/2014 |
| Марсиньо        | 7    | 28    | Премьер-Лига                          | 2014/2015 |
| Сильвестр Игбун | 4    | 25    | Премьер-Лига                          | 2015/2016 |
| Кехинде Фатаи   | 6    | 22    | Премьер-Лига                          | 2016/2017 |
| Сильвестр Игбун | 7    | 26    | Премьер-Лига                          | 2017/2018 |
| Сильвестр Игбун | 10   | 29    | Премьер-Лига                          | 2018/2019 |
| Даниил Фомин    | 6    | 27    | Премьер-Лига                          | 2019/2020 |
| Филип Мрзляк    | 4    | 15    | Премьер-Лига                          | 2020/2021 |
| Гамид Агаларов  | 19   | 29    | Премьер-Лига                          | 2021/2022 |
| Алексей Евсеев  | 5    | 21    | Первая лига                           | 2022/2023 |

## Инфраструктура

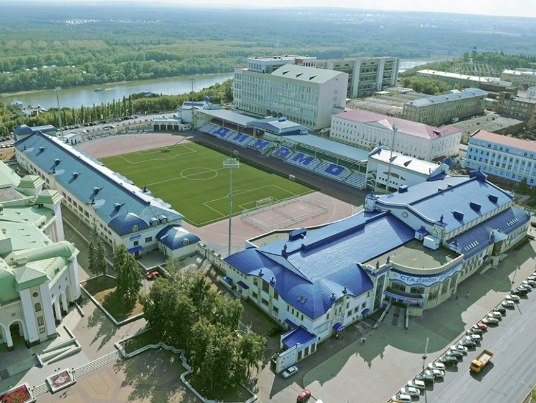
Стадион «Динамо»

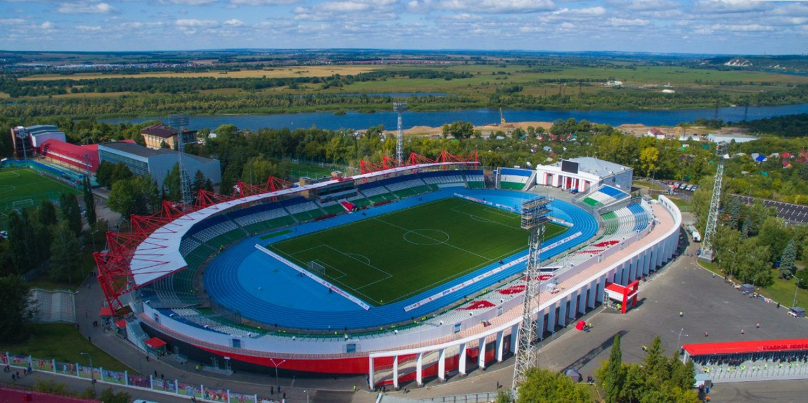
Стадион «Нефтяник»

В 2011—2015 годах домашней ареной команды являлся стадион «Динамо», который ранее являлся домашней ареной команды «Башинформсвязь-Динамо».
С 2015 года (после реконструкции 2012—2015 годов) домашней ареной для команды является стадион «Нефтяник» (в сезоне 2021/22 — «BetBoom Арена»). Стадион имеет трибуны на 15 132 места, и футбольное поле размером 105×68 м с искусственным покрытием и автоматизированной системой подогрева.
Средняя домашняя посещаемость матчей чемпионата России по сезонам

## Спонсоры и бюджет
Спонсоры
Технические партнёры
| Период     | Партнёр |
| 2011—2012  | Puma    |
| 2012—н. в. | Joma    |

Платежи по текущим операциям, тысяч рублей

## Учредители
- ОАО «Башинформсвязь» (2010—2017)
- ООО «Физкультурно-спортивное общество „Динамо“ Республики Башкортостан» (2010—2016)
- ООО «Стройсервис» (2010—2016)
- Газизов, Шамиль Камилович (2017—2022)
- Республика Башкортостан (функции выполняет Министерство спорта Республики Башкортостан[41]), РОО «Федерация футбола Республики Башкортостан», Администрация городского округа город Уфа, Фонд социальных целевых программ Республики Башкортостан (2022 — н. в.)

## Известные болельщики
- Иван Дрёмин (Face)[42]

## Руководство клуба
Президенты
- Магадеев, Марат Шарифович (2017—2020)

Генеральные директора́
- Ощепков, Алексей Александрович (2010—2012)
- Газизов, Шамиль Камилович (2012—2020)
- Шайбеков, Ринат Шамилевич (2020—2021)
- Газизов, Шамиль Камилович (2021—2023)
- Егоров, Александр Анатольевич (2023)
- Шмаков, Марат Радикович (и. о.) (2023—2024)
- Фельдман, Сергей Яковлевич (2024—2025)
- Шмаков, Марат Радикович (с 2025)

Председатели совета учредителей
- Магадеев, Марат Шарифович (2011—2017)

Председатели попечительского совета
- Мурзагулов, Ростислав Рафкатович (2018—2020)

Председатели совета директоров
- Мурзагулов, Ростислав Рафкатович (2020—2022)

## Тренерский штаб

### Основная команда
| Главный тренер               | Омари Тетрадзе   |
| Ассистент                    | Евгений Чернухин |
| Тренер                       | Артур Шайбеков   |
| Тренер                       | Артур Каримов    |
| Тренер по работе с вратарями | Ринат Камалов    |
| Технический персонал         | Артём Самородов  |
| Технический персонал         | Зинфир Шаймиев   |

### Молодёжная команда
| Главный тренер               | Евгений Харлчаёв  |
| Тренер                       | Дамир Давлетов    |
| Тренер по работе с вратарями | Владимир Новичков |

## Состав

### Основной состав
| 31 | Флаг России | Вр  | Александр Беленов  | 1986 |  |  |  |  |  |
| 40 | Флаг России | Вр  | Алексей Чернов     | 1998 |  |  |  |  |  |
| 56 | Флаг России | Вр  | Александр Лясов    | 2009 |  |  |  |  |  |
|    |             |     |                    |      |  |  |  |  |  |
| 5  | Флаг России | Защ | Денис Кутин        | 1993 |  |  |  |  |  |
| 7  | Флаг России | Защ | Александр Перченок | 1992 |  |  |  |  |  |
| 17 | Флаг России | Защ | Давид Озманов      | 1995 |  |  |  |  |  |
| 45 | Флаг России | Защ | Александр Теняев   | 1996 |  |  |  |  |  |
| 50 | Флаг России | Защ | Иван Хомуха        | 1994 |  |  |  |  |  |
| 55 | Флаг России | Защ | Евгений Шляков     | 1991 |  |  |  |  |  |
| 69 | Флаг России | Защ | Илья Ханенко       | 2007 |  |  |  |  |  |
| 93 | Флаг России | Защ | Виктор Гараев      | 1993 |  |  |  |  |  |
|    |             |     |                    |      |  |  |  |  |  |
| 8  | Флаг России | ПЗ  | Шамиль Исаев       | 2003 |  |  |  |  |  |
| 10 | Флаг России | ПЗ  | Расул Гыстаров     | 2003 |  |  |  |  |  |

| 15 | Флаг России   | ПЗ  | Алан Хабалов        | 1995 |  |  |  |  |  |
| 21 | Флаг России   | ПЗ  | Никита Мацхарашвили | 1999 |  |  |  |  |  |
| 22 | Флаг России   | ПЗ  | Залимхан Юсупов     | 1998 |  |  |  |  |  |
| 24 | Флаг Хорватии | ПЗ  | Филип Мрзляк        | 1993 |  |  |  |  |  |
| 28 | Флаг России   | ПЗ  | Никита Ким          | 2006 |  |  |  |  |  |
| 48 | Флаг России   | ПЗ  | Александр Лукьянов  | 2002 |  |  |  |  |  |
| 79 | Флаг России   | ПЗ  | Константин Троянов  | 1995 |  |  |  |  |  |
|    |               |     |                     |      |  |  |  |  |  |
| 9  | Флаг России   | Нап | Илья Карпук         | 1997 |  |  |  |  |  |
| 11 | Флаг России   | Нап | Осман Минатулаев    | 2006 |  |  |  |  |  |
| 19 | Флаг России   | Нап | Эмиль Майоров       | 2007 |  |  |  |  |  |
| 23 | Флаг России   | Нап | Данил Ахатов        | 2003 |  |  |  |  |  |
| 77 | Флаг Нигерии  | Нап | Уильямс Чимези      | 2006 |  |  |  |  |  |
| 88 | Флаг России   | Нап | Мигран Агеян        | 2004 |  |  |  |  |  |

## Все главные тренеры
- Андрей Канчельскис (2010—2012)
- Андрей Малай (2012, и. о.)
- Игорь Колыванов (2012—2015)
- Евгений Перевертайло (2015—2016)
- Сергей Томаров (2016, и. о.)
- Виктор Гончаренко (2016)
- Сергей Семак (2016—2018)
- Сергей Томаров (2018)
- Дмитрий Кириченко (2018—2019)
- Вадим Евсеев (2019—2020)
- Рашид Рахимов (2020—2021)
- Николай Сафрониди (2021, и. о.)
- Алексей Стукалов (2021—2022)
- Сергей Томаров (2022)
- Денис Попов (2022)
- Арслан Халимбеков (2022—2023)
- Сергей Гуренко (2023)
- Евгений Харлачёв (2023—2024)[45]
- Омари Тетрадзе (2025—н. в.)

## Капитаны команды в разные годы
| Поз. | Игрок                     | Период     |
| ---- | ------------------------- | ---------- |
| ПЗ   | Анатолий Завьялов         | 2011       |
| ПЗ   | Максим Малаховский        | 2011—2012  |
| Защ  | Михаил Попов              | 2012—2013  |
| Защ  | Виллиам Артур де Оливейра | 2013—2014  |
| ПЗ   | Азамат Засеев             | 2014—2016  |
| Защ  | Павел Аликин              | 2016—2021  |
| Защ  | Боян Йокич                | 2021—2022  |
| Защ  | Константин Плиев          | 2022       |
| ПЗ   | Алексей Евсеев            | 2023       |
| Защ  | Эрвинг Ботака-Иобома      | 2023       |
| ПЗ   | Артём Голубев             | 2023       |
| Вр   | Олег Баклов               | 2024—н. в. |